# Inger Andersen
Inger la Cour Andersen (født 23. maj 1958 i Jerup) er en dansk økonom og miljøforkæmper. 
Hun blev i januar 2015 udnævnt som generaldirektør for International Union for Conservation of Nature. 
I februar 2019 blev Inger Andersen udnævnt som generaldirektør for United Nations Environment Programme UNEP, hvor hun tiltrådte i juni.